# Runner Runner
Runner Runner é uma banda de pop rock estadunidense fundada em 2008 em Huntington Beach na Califórnia. Eles foram a primeira banda a assinar contrato após um joint venture entre a Capitol Records da EMI, MRV e a C.E. Music, uma subsidiária da Worldwide Pants, Inc de David Letterman. A banda fez a primeira aparição na televisão no Jimmy Kimmel Live! em 20 de julho de 2010.
A banda é composta por Ryan Ogren no vocal, Nick Bailey e Peter Munters nas guitarras, Jon Berry no baixo e James Ulrich na bateria.

## Discografia

### Álbuns de estúdio
| Ano  | Detalhes do álbum                                                                |
| ---- | -------------------------------------------------------------------------------- |
| 2010 | Runner Runner - Lançamento: 15 de fevereiro de 2011 - Gravadora: Capitol Records |

### Extended plays
- Your Greatest Hits
- Stripped
- Under the Covers
- Acoustic Acoustic

### Singles
| Ano  | Single       | Melhor posição | Álbum         |
| Ano  | Single       | US Pop         | Álbum         |
| ---- | ------------ | -------------- | ------------- |
| 2010 | "So Obvious" | 37             | Runner Runner |